# Тоні Горачек
Тоні Горачек (англ. Tony Horacek, нар. 3 лютого 1967, Ванкувер) — колишній канадський хокеїст, що грав на позиції крайнього нападника.

## Ігрова кар'єра
Професійну хокейну кар'єру розпочав 1988 року.
1985 року був обраний на драфті НХЛ під 147-м загальним номером командою «Філадельфія Флаєрс». 
Протягом професійної клубної ігрової кар'єри, що тривала 11 років, захищав кольори команд «Філадельфія Флаєрс» та «Чикаго Блекгокс».

## Тренерська діяльність
Тренував команду коледжу штату Пенсильванія. З серпня 2010 тренує молодіжний склад клубу «Філадельфія Флаєрс».